# Obrézsa község
Obrézsa község (románul: Comuna Obreja) község Krassó-Szörény megyében, Romániában. Központja Obrézsa, beosztott falvai Csuta, Jász, Vár.

## Népessége
A 2011-es népszámlálás adatai alapján a község népessége 3252 fő volt.